# Campo di internamento di Afragola
Il campo di internamento di Afragola, conosciuto anche come campo 209 o campo affluenza di Afragola dell'Alto commissariato per l'epurazione, in breve campo di affluenza di Afragola in inglese 209 POW camp (209 Prisoner of War camp, campo per prigionieri di guerra nº 209), fu un campo di prigionia costruito dagli Alleati nel 1944 ad Afragola, tra le vie Saggese e Alveo Arena e la contrada Masseria Santa Teresa.

## Storia

### Origini
L'edificio, sito all'inizio di via Saggese, nei pressi dell'odierno ponte stradale della galleria Santa Chiara dell'AV, sorse originariamente come lazzaretto cittadino, in cui venivano internati gli ammalati gravi o affetti da patologie contagiose, solitamente durante le pestilenze. Fu probabilmente costruito dopo l'epidemia di colera del 1837, durante la quale perirono circa 500 persone.
All'inizio degli anni 1930, il lazzaretto arrivò a ospitare 40 ammalati, assistiti dai fondatori delle piccole ancelle di Cristo Re e servi di Dio, frate Sossio Del Prete e suor Antonietta Giugliano.

### L'arrivo degli Alleati
Subito dopo l'armistizio del 1943, le forze armate tedesche allestirono un campo di concentramento nel Casone Spena, ma dopo un mese lo abbandonarono fuggendo da Afragola. Nell'agosto del 1944, allo scopo di ospitare temporaneamente i prigionieri militari italiani, gli Alleati crearono un campo di transito nelle campagne di San Marco, riutilizzando l'antico lazzaretto, probabilmente già in precedenza riadattato dagli italiani a campo di concentramento per i prigionieri Alleati.
Secondo lo scrittore Gigi Di Fiore, nel campo, affidato alla gestione degli inglesi, furono complessivamente rinchiusi 900 italiani. Dal febbraio del 1945 il campo ospitò nella stragrande maggioranza i repubblichini di Salò. Nell'agosto del 1946, vi fu inoltre trasferito dal campo di Ancona il capitano delle SS Erich Priebke, processato tre volte per aver partecipato all'eccidio delle Fosse Ardeatine; il 28 agosto fu interrogato dai militari inglesi del campo circa la strage del 1944 e raccontò di aver assassinato due uomini e ordinato lo sterminio dei civili. Furono trasferiti nel campo Giorgio Vaccaro (fino al 10 febbraio 1945, quando fu internato successivamente nel campo di Padula), Nicola Bellomo e Mario Arillo. Nel febbraio 1946 il campo ospitò anche i generali tedeschi Joachim Lemelsen, Heinrich von Vietinghoff e Fridolin von Senger und Etterlin, trasferiti in seguito all'Island Farm Special Camp 11.

## La vita nel campo

### L'arrivo nel campo
Una volta trasferiti nel campo, i prigionieri in transito, diretti per la maggior parte a un campo di Algeri, vi rimanevano per un periodo di tempo variabile da pochi giorni ad alcune settimane; altri vi restavano per svariati mesi, in attesa del processo da parte della Corte marziale inglese. Secondo un articolo del giornale Italia Nuova, gli errori erano frequenti e molti militari vi furono ingiustamente detenuti anche per lunghi periodi; vari processi si risolsero con l'assoluzione piena degli imputati. Lo stesso articolo riporta che: 
(Italia Nuova)

### Organizzazione del campo
Il campo era costituito da tende, reticolati di filo spinato interni ed esterni, disposti in doppia fila distanti tra loro e alti quasi tre metri, mentre all'interno scorreva un lungo corridoio di circa un metro, dove si appostavano all'interno le sentinelle africane di guardia, in particolare sudanesi o marocchine, mentre all'esterno quelle inglesi.
Inoltre, nel campo vi erano impianti di disinfestazione (in particolare di pidocchi), docce con acqua calda, coperte, vestiti e rancio caldo.

### Condizioni dei prigionieri nel campo
Secondo Di Fiore, le condizioni di detenzione erano proibitive:
(Gigi Di Fiore, Controstoria della Liberazione, Biblioteca Universale Rizzoli, 2012)

Secondo Luigi Sitia, che fu prigioniero del campo soltanto per pochi giorni, le condizioni di prigionia erano migliori rispetto ad altri campi; come riportato nella sua opera Mettiti sull'attenti, carogna!:
(Luigi Sitia, Mettiti sull'attenti, carogna!, Greco & Greco editori, 1992.)
Nel gennaio 1945, il tenente colonnello italiano incaricato di dirigere il campo, Carrozza, inviò un telegramma a S.E. Mariotti per denunciare le condizioni di disagio e di abbandono da parte delle autorità alleate e italiane, le quali non distribuirono indumenti ai militari (oltre 1 200, in particolare siciliani), internati dal 17 gennaio e costretti a riposare nel campo allagato dalle continue piogge; inoltre, il colonnello chiese ai comandanti di far trasferire i detenuti in un altro campo.

### Statistiche
Inoltre, su uno dei diari di guerra compilati dai militari inglesi nel dicembre 1944, il War Diary or Intelligence Summary (Army Form C 2118), viene riportato l'elenco dei prigionieri internati nel campo, tra i quali tedeschi, italiani, russi, cechi, austriaci, polacchi, francesi, jugoslavi, lussemburghesi, albanesi, belgi, olandesi, rumeni, danesi, arabi, ungheresi, indiani, greci, spagnoli, lituani e italiani non classificati, per un totale di:
- 2 188 internati (al 30 novembre 1944)
- 3 666 ricevuti (al dicembre 1944)
- 3 494 evacuati (al dicembre 1944)
- 2 360 internati (al 31 dicembre 1944)

## I comandanti del complesso
- Sergente Arnolds. Comandante del campo (?/febbraio 1944-?).[21]
- Tenente colonnello R. Pidler. Comandante del campo (?/dicembre 1944-?).[20]
- Tenente colonnello Carrozza. Comandante del campo.[2]
- Colonnello Alfredo Boratto. Di origine piemontese, fu accusato di maltrattare i prigionieri e di aver ignorato la richiesta di avviare delle indagini in seguito alla distruzione di una lapide funeraria, in onore degli abitanti trucidati dalle truppe tedesche, da parte del sergente paracadutista Umberto Giacomelli.[1][9]
- Tenente colonnello Ernest Frederick Orby Gascoigne. Comandante del campo e ufficiale del Royal Artillery.[4]
- Tenente colonnello D. N. Maclean. Comandante del campo.[4]
- Tenente colonnello J. D. Styles. Comandante del campo.[4]

### Militari angloamericani e alleati

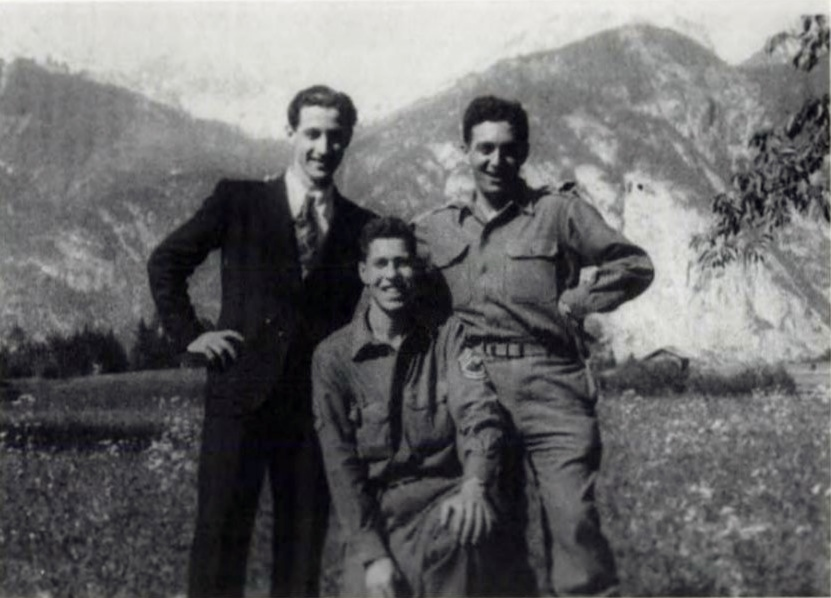
Franz Weber, Hans Wijnberg e Fred Mayer.

- Capitano Martin. Fu un ufficiale della D Battery, insieme a Milligan.[22]
- Tenente Taubman. Ufficiale del Combined Services Detailed Interrogation Centre (CSDIC), col tenente Lowenstein interrogò nel campo il soldato tedesco Franz Weber.[20][23]
- Tenente Dyno Lowenstein. Ufficiale dell'OSS, fu incaricato dell'addestramento militare dei soldati.[23] Visitò il campo nel dicembre 1945 per interrogare Weber e portare avanti le indagini dell'OSS[20][23]
- Tenente Franz Weber. Di origine austriaca, fu un soldato della Wehrmacht. Fu imprigionato nel campo nel settembre 1945 e fu interrogato da Taubman e Lowenstein nel dicembre dello stesso anno.[20] Dopo aver preso la decisione di collaborare con i militari dell'OSS, partecipò all'Operazione Greenup,[23] insieme a Hans Wijnberg e il soldato tedesco Frederick Mayer.[20][24]
- Tenente Frederick Mayer. Di origini ebraiche; poiché era in grado di parlare fluentemente la lingua inglese e italiana, fu scelto dall'OSS per partecipare all'Operazione Greenup.[24]
- Obergefreiter Emmerich Kohl. Originario della Stiria.[20]
- Gefreiter Helmut Hagendorfer. Originario della Stiria come Kohl.[20]
- Spike Milligan. Dopo aver trascorso un periodo di tempo all'ospedale militare di Caserta, fu ricoverato nel campo dal personale medico; in seguito il sergente Arnolds lo nominò reception clerk, con il compito di compilare i documenti dell'esercito e degli internati nel campo.[21]
- Jock Rogers. Guardia del campo, fu nominato dal sergente Arnolds corriere (runner).[22]

### Militari italiani
- Capitano Maurizio Schermini, preposto alla sorveglianza del campo, firmò un Promemoria datato 9 gennaio 1945 e cofirmato dai tenenti Attilio Migliorini e Giuseppe Fariano, accusando il colonnello Alfredo Boratto per i suoi metodi subdoli.[1]
- Capitano Miccio, collaboratore della "Voce".[1]
- Tenente Attilio Migliorini, preposto alla sorveglianza del campo.[1]
- Tenente Giuseppe Fariano, preposto alla sorveglianza del campo.[1]
- Tenente Coli, fu accusato di essere filofascista.[1]
- Tenente Balsano, fu accusato di essere filofascista.[1]
- Sottotenente Vincenzo Brancaccio, fu accusato di costituire una cellula fascista, accumulando armi e munizioni.[1]
- Sottotenente Sergio Bolla, fu accusato di costituire una cellula fascista con la complicità del sottotenente Vincenzo Brancaccio.[1]
- Sottotenente Giovanni Bisson, fu accusato di essere fascista.[1]
- Vicebrigadiere dell'Arma dei Carabinieri Giuseppe Matarazzo, condusse le indagini contro Bolla e Brancaccio e sequestrò le armi e le munizioni.[1]